# Československý šach
Československý šach ist eine monatlich erscheinende tschechische Schachzeitschrift. Sie wurde 1896 gegründet und war zeitweilig offizielles Organ der tschechischen bzw. tschechoslowakischen Schachföderation.

## Namen
Die Zeitschrift wurde von 1896 bis 1926 unter verschiedenen Namen geführt, bis sie zum auch noch heute verwendeten Namen Československý šach kam. In der Besetzungszeit zwischen 1939 und 1945 erschien sie ohne das Wort Československý (dt.: tschechoslowakisch) im Reichsprotektorat Böhmen und Mähren. Seit 1969 gab es eine Zeit lang die (in der Tabelle nicht extra aufgeführte) ergänzende Beilage Šachové umění.
| Datum     | Name der Zeitschrift              | Nation            |
| --------- | --------------------------------- | ----------------- |
| 1896–1899 | České listy šachové               | Tschechien        |
| 1900–1902 | Šachové listy                     | Tschechien        |
| 1903–1905 | (nicht erschienen)                |                   |
| 1906–1919 | Časopis českých šachistů          | Tschechien        |
| 1920–1926 | Časopis československých šachistů | Tschechoslowakei  |
| 1927–1938 | Československý šach               | Tschechoslowakei  |
| 1939–1945 | Šach                              | Böhmen und Mähren |
| 1946–1992 | Československý šach               | Tschechoslowakei  |
| seit 1993 | Československý šach               | Tschechien        |

## Mitarbeiter
Mitarbeiter der Zeitschrift waren zu Anfang Josef Pospíšil und Karel Traxler, während Jan Kotrč als Hauptverantwortlicher zeichnete. Während ihres Bestehens hatte die Zeitschrift viele in der Schachwelt prominente Mitarbeiter. Heutiger Herausgeber ist der Internationale Meister Ivan Hausner.